# Phrynobatrachus
Phrynobatrachus é um género de anura da família Phrynobatrachidae, sendo o único gênero desta.
Este género contém 95 ou 97 espécies, conforme a fonte:
| - Phrynobatrachus accraensis - Phrynobatrachus acridoides (Cope, 1867) - Phrynobatrachus acutirostris Nieden, 1912 - Phrynobatrachus afiabirago Ofori-Boateng, Leaché, Obeng-Kankam, Kouamé, Hillers, and Rödel, 2018 - Phrynobatrachus africanus (Hallowell, 1858) - Phrynobatrachus albifer (Ahl, 1924) - Phrynobatrachus albomarginatus De Witte, 1933 - Phrynobatrachus alleni Parker, 1936 - Phrynobatrachus ambanguluensis Greenwood, Loader, Lawson, Greenbaum, and Zimkus, 2020 - Phrynobatrachus annulatus Perret, 1966 - Phrynobatrachus anotis Schmidt and Inger, 1959 - Phrynobatrachus arcanus Gvoždík, Nečas, Dolinay, Zimkus, Schmitz, and Fokam, 2020. - Phrynobatrachus asper Laurent, 1951 - Phrynobatrachus auritus Boulenger, 1900 - Phrynobatrachus batesii (Boulenger, 1906) - Phrynobatrachus bequaerti (Barbour and Loveridge, 1929) - Phrynobatrachus bibita Goutte, Reyes-Velasco, and Boissinot, 2019 - Phrynobatrachus breviceps Pickersgill, 2007 - Phrynobatrachus brevipalmatus (Ahl, 1925) - Phrynobatrachus brongersmai Parker, 1936 - Phrynobatrachus bullans Crutsinger, Pickersgill, Channing, and Moyer, 2004 - Phrynobatrachus calcaratus (Peters, 1863) - Phrynobatrachus chukuchuku Zimkus, 2009 - Phrynobatrachus congicus (Ahl, 1925) - Phrynobatrachus cornutus (Boulenger, 1906) - Phrynobatrachus cricogaster Perret, 1957 - Phrynobatrachus cryptotis Schmidt and Inger, 1959 - Phrynobatrachus dalcqi Laurent, 1952 - Phrynobatrachus danko Blackburn, 2010 - Phrynobatrachus dendrobates (Boulenger, 1919) - Phrynobatrachus discogularis Pickersgill, Zimkus, and Raw, 2017 - Phrynobatrachus dispar (Peters, 1870) - Phrynobatrachus elberti (Ahl, 1925) | - Phrynobatrachus francisci Boulenger, 1912 - Phrynobatrachus fraterculus (Chabanaud, 1921) - Phrynobatrachus gastoni Barbour and Loveridge, 1928 - Phrynobatrachus ghanensis Schiøtz, 1964 - Phrynobatrachus giorgii De Witte, 1921 - Phrynobatrachus graueri (Nieden, 1911) - Phrynobatrachus guineensis Guibé and Lamotte, 1962 - Phrynobatrachus gutturosus (Chabanaud, 1921) - Phrynobatrachus hieroglyphicus Rödel, Ohler, and Hillers, 2010 - Phrynobatrachus horsti Rödel, Burger, Zassi-Boufou, Emmrich, Penner, and Barej, 2015 - Phrynobatrachus hylaios Perret, 1959 - Phrynobatrachus inexpectatus Largen, 2001 - Phrynobatrachus intermedius Rödel, Ofori-Boateng, Penner, and Hillers, 2009 - Phrynobatrachus irangi Drewes and Perret, 2000 - Phrynobatrachus jimzimkusi Zimkus, Gvoždík, and Gonwouo, 2013 - Phrynobatrachus kakamikro Schick, Zimkus, Channing, Köhler, and Lötters, 2010 - Phrynobatrachus keniensis Barbour and Loveridge, 1928 - Phrynobatrachus kinangopensis Angel, 1924 - Phrynobatrachus krefftii Boulenger, 1909 - Phrynobatrachus latifrons Ahl, 1924 - Phrynobatrachus leveleve Uyeda, Drewes, and Zimkus, 2007 - Phrynobatrachus liberiensis Barbour and Loveridge, 1927 - Phrynobatrachus mababiensis FitzSimons, 1932 - Phrynobatrachus maculiventris Guibé and Lamotte, 1958 - Phrynobatrachus manengoubensis (Angel, 1940) - Phrynobatrachus mayokoensis Rödel, Burger, Zassi-Boulou, Emmrich, Penner, and Barej, 2015 - Phrynobatrachus mbabo Gvoždík, Nečas, Dolinay, Zimkus, Schmitz, and Fokam, 2020 - Phrynobatrachus minutus (Boulenger, 1895) - Phrynobatrachus nanus (Ahl, 1925) - Phrynobatrachus natalensis (Smith, 1849) - Phrynobatrachus njiomock Zimkus and Gvoždík, 2013 | - Phrynobatrachus ogoensis (Boulenger, 1906) - Phrynobatrachus pakenhami Loveridge, 1941 - Phrynobatrachus pallidus Pickersgill, 2007 - Phrynobatrachus parkeri De Witte, 1933 - Phrynobatrachus parvulus (Boulenger, 1905) - Phrynobatrachus perpalmatus Boulenger, 1898 - Phrynobatrachus petropedetoides Ahl, 1924 - Phrynobatrachus phyllophilus Rödel and Ernst, 2002 - Phrynobatrachus pintoi Hillers, Zimkus, and Rödel, 2008 - Phrynobatrachus plicatus (Günther, 1858) - Phrynobatrachus pygmaeus (Ahl, 1925) - Phrynobatrachus rainerguentheri Rödel, Onadeko, Barej, and Sandberger, 2012 - Phrynobatrachus rouxi (Nieden, 1912) - Phrynobatrachus rungwensis (Loveridge, 1932) - Phrynobatrachus ruthbeateae Rödel, Doherty-Bone, Kouete, Janzen, Garrett, Browne, Gonwouo, Barej, and Sandberger, 2012 - Phrynobatrachus sandersoni (Parker, 1935) - Phrynobatrachus scapularis (De Witte, 1933) - Phrynobatrachus scheffleri (Nieden, 1911) - Phrynobatrachus schioetzi Blackburn and Rödel, 2011 - Phrynobatrachus steindachneri Nieden, 1910 - Phrynobatrachus sternfeldi (Ahl, 1924) - Phrynobatrachus stewartae Poynton and Broadley, 1985 - Phrynobatrachus sulfureogularis Laurent, 1951 - Phrynobatrachus taiensis Perret, 1988 - Phrynobatrachus tanoeensis Kpan, Kouamé, Barej, Adeba, Emmrich, Boateng, and Rödel, 2018 - Phrynobatrachus tokba (Chabanaud, 1921) - Phrynobatrachus ukingensis (Loveridge, 1932) - Phrynobatrachus ungujae Pickersgill, 2007 - Phrynobatrachus uzungwensis Grandison and Howell, 1983 - Phrynobatrachus versicolor Ahl, 1924 - Phrynobatrachus villiersi Guibé, 1959 - Phrynobatrachus vogti ↑ - Phrynobatrachus werneri (Nieden, 1910) |